# Cinta Font Margalef
Cinta Font Margalef (Benissanet, 10 d'abril de 1905 - Tarragona, 18 de novembre de 1986) fou una dona catalana, militant d'Esquerra Republicana de Catalunya, llevadora, practicant, docent i funcionària de la Generalitat. Patí la repressió franquista i visqué exiliada a França i Mèxic fins al 1961.

## Primers anys i joventut
Cinta Rafaela Font Margalef, nascuda a Benissanet (Ribera d'Ebre) el 1905, fou la primera dels sis fills de l'agricultor Josep M. Font Bartolí i M. de la Cinta Margalef Ripoll. Noia amb talent i inquietuds, de petita era molt aficionada a la música, com tota la seva família; estudià solfeig i aprengué a tocar el violí. Estudià a l'Escola Normal de Mestres de Tarragona i més tard s'inscrigué a la Universitat de Barcelona amb la intenció d'estudiar medicina, però les dificultats econòmiques de la família la feren decantar per dues carreres curtes. El 3 de novembre de 1925 es tragué el títol de llevadora i el 26 d'abril de 1929 el d'infermera practicant.
Començà a treballar amb el Dr. Pere Nubiola Espinós, que era catedràtic d'Obstetrícia de la Universitat de Barcelona, i després obrí un consultori al barri del Poble Nou. L'enyorança del seu poble, però, la feu tornar-hi per treballar primer com a llevadora i després també com a practicant titular.

## La República
L'any 1931 es casà a Tortosa amb el seu amic d'infància Artur Bladé i Desumvila, periodista, escriptor i fundador de la secció d'Esquerra Republicana a la Ribera d'Ebre. Aquell mateix any es registrà com a practicant a la Inspecció Provincial de Sanitat de Tarragona i el seu carnet professional, lliurat el 19 d'agost de 1931, duu assignat el número 2. El març de 1932 nasqué Artur, el seu únic fill.
Els fets del 6 d'octubre de 1934 afectaren greument la família: dos dels germans de Cinta Font foren reclosos al vaixell presó Manuel Arnús, el seu marit s'hagué d'amagar i ella fou destituïda de la seva plaça de llevadora titular de Benissanet.

## La Guerra Civil
La Guerra Civil, capgirà encara més la seva vida familiar. Artur Bladé que, seguint els consells de la seva esposa, havia fet la carrera de practicant, fou mobilitzat al front com a sanitari per fer de practicant a diversos hospitals. Ella desenvolupà a la rereguarda una intensa vida laboral amb freqüents canvis de destinació. Durant uns mesos fou Cap de servei del Centre Correccional de Dones de Barcelona, i des del 22 de novembre de 1937 fou infermera titular del Dispensari General Antituberculós de la Generalitat.
El seu fill Artur s'havia quedat amb els avis materns a Benissanet, però en apropar-se el front al poble, els avis i el nen van traslladar-se a Barcelona.

## L'exili a França
Amb la derrota del bàndol republicà, Cinta Font i el seu marit es convertiren en objectiu de l'aparell repressor de Franco. Ell s'exilià a França el 8 de febrer de 1939 i fou internat al camp de concentració d'Arles de Tech; més tard es desplaçà a París i a Perpinyà a la recerca d'un lloc on establir-se. Cinta Font s'havia quedat a Barcelona amb el seu fill, de set anys, i després que les tropes franquistes ocupessin la ciutat començà a rebre visites de dos individus que volien saber on es trobava el seu marit. Com que les visites es repetien decidí marxar també a França, amb el nen. Després de diversos intents fallits de travessar la frontera, arribaren -caminant catorze hores camps a través- a La Guingueta d'ix (Alta Cerdanya).
El 12 de juny de 1939 la família es reuní a Montpeller, on Bladé es trobava a la residència de refugiats catalans des del 30 d'abril i intentava regularitzar la seva situació. Mentrestant, a la nova Espanya, la DIRTL (Delegación Especial para la Información de Residentes en Territorio Liberado) havia dictat una ordre de depuració i captura contra Cinta Font, en què indicaven que "por tratarse de persona peligrosísima se halla sujeta a expediente de depuración".
Obligada pels costums francesos, Cinta Font hagué d'adoptar el cognom del marit i malgrat els títols d'infermera i llevadora, les seves possibilitats de treball es reduïren a fer de cuinera o treballar en feines agrícoles. La Junta d'Auxili als Republicans Espanyols (JARE) intentà normalitzar la qualitat de vida dels exiliats amb ajudes materials, actes culturals i procurant-los assistència sanitària gratuïta, gràcies a l'altruisme de persones com el Dr. Benet Mori i Ballester i diversos intel·lectuals catalans i occitans.
Amb l'esclat de la Segona Guerra Mundial i l'ocupació d'una part de França per les tropes del Tercer Reich, la Familia Bladé-Font es veié forçada a cercar un lloc segur i decidiren emigrar a Mèxic.

## L'exili a Mèxic
El 14 d'abril de 1942, després d'haver venut totes les pertinences, intentaren embarcar a Marsella, però no aconseguiren passatges. Hagueren d'esperar una nova expedició que salpà el 8 de setembre en direcció a Orà. Després de canviar de vaixell i afrontar els perills de l'oceà Atlàntic i dels submarins alemanys, arribaren a Veracruz el 16 d'octubre de 1942. L'Orfeó Català de Mèxic -implantat a Ciutat de Mèxic des del 1905-- i Comunitat Catalana van organitzar una festa de benvinguda en honor dels refugiats arribats en el vaixell Nyassa, entre els quals es trobaven Cinta Font, el seu marit i el seu fill.
L'adaptació no fou fàcil, però gràcies a l'ajuda del Govern Republicà a l'Exili i de l'Orfeó Català -implantat a Ciutat de Mèxic des del 1905- aconseguiren un habitatge i pogueren matricular el seu fill al Colegio Madrid, dirigit pel mestre i periodista basc Jesús Revaque Garea amb els critèris de l'Escola lliure.
Cinta Font posà en pràctica els seus coneixements de botànica i medicina i començà a elaborar una crema hidratant i netejadora que tingué molt d'èxit. Amb els guanys de les vendes aviat pogué llogar un pis més gran i obrir la seva pròpia consulta de ginecologia i obstetrícia, atenent els parts hospitalaris a la clínica del Dr. Josep Gispert i Vila, català i exiliat com ella.
A poc a poc, la família Bladé-Font millorà la seva situació econòmica i personal. Es van relacionar amb personalitats rellevants, com ara el metge i polític Salvador Armendares i Torrent, el Dr. Eduard Neira Laporte, oftalmòleg, i el Dr. Rafael Trueta i Raspall, un dels fundadors de l'Institut de la Seguretat Social Mexicana. Cinta Font tenia una clientela selecta i dirigia un consultori psicològic orientatiu en una revista femenina, escrivia articles sobre salut sexual i reproductiva i impartia cursos en una escola de parteres. Seguint la seva afició musical s'incorporà al cor de l'Orfeò Català i participà en els concerts de l'entitat.

## El Retorn
El seu marit fou col·laborador en diversos diaris asteques i revistes catalanes i treballà de redactor al diari Le journal français du Méxique. El seu fill cursà estudis universitaris de química i biologia i el 1956 va marxar als Estats Units per fer un doctorat. Quan el 1961 li concediren una beca post-doctoral a França, la família es plantejà el retorn a Catalunya. Feren el viatge de tornada amb el vaixell Virgen de Guadalupe. Els estalvis aconseguits a Mèxic els serviren per adquirir uns terrenys a Tarragona i construir-hi habitatges.
Després de molts impediments pogueren recuperar la nacionalitat espanyola i el 10 d'octubre de 1982 el BOE publicà una llei d'amnistia que reconeixia els seus drets com a ex-funcionaris de la Generalitat Republicana.
Cinta Font va morir el 18 de novembre de 1986 als vuitanta-un anys (el seu marit la va sobreviure nou anys), deixant un ampli llegat bibliogràfic i textos inèdits recuperats pel seu fill Artur Bladé Font, entre els quals destaca el dietari de l'exili De França a Mèxic, escrit a bord del vaixell Nyassa el setembre de l'any 1942.

## Memòria històrica
Entre els milers de refugiats que per temor a les represàlies del franquisme o per motius ideològics s'exiliaren al final de la Guerra Civil, destaca el col·lectiu sanitari femení, llevadores, infermeres, metgesses i farmacèutiques que amb una excel·lent formació i experiència pràctica en situacions adverses feren una valuosa contribució -encara avui poc coneguda- a la sanitat dels seus països d'acollida en les dècades centrals del segle xx.